# Harry Zvi Lipkin
Harry Zvi Lipkin, né Harry Jeannot Lipkin le 16 juin 1921 à New York et mort le 15 septembre 2015 à Rehovot, Israël est un physicien israélien, fondateur de la centrale de recherche nucléaire de Dimona.

## Biographie
Harry Zvi Lipkin est professeur émérite à l’Institut des sciences Weizmann.

## Publications (extrait)
- (en) Uses of Lieschen Groups in Physics, Mannheim, BI university, 1967
- (en) Lie Groups for Pedestrians, North Holland (1965), 2e édition (1966), Dover (2002)
- (en) Beta Decay for Pedestrians, North Holland, 1962
- (en) Quantum Mechanics - New Approaches to Selected Topics, North Holland, 1973
- (en) The Middle East for Pedestrians: A collection of letters written before, during and after the Yom Kippur War, 1974.